# Plufur
Plufur [plyfyʁ] est une commune française du département des Côtes-d'Armor, dans la région Bretagne, en France.

## Géographie

### Description

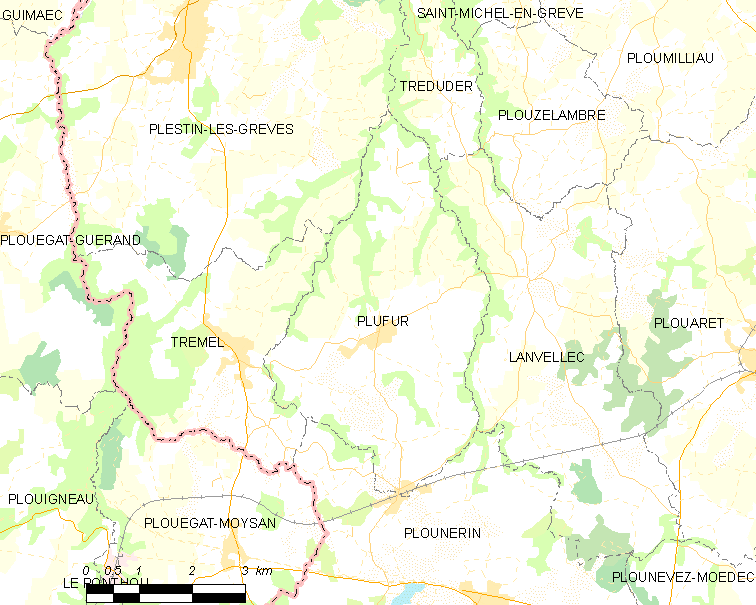
Carte de la commune de Plufur.

Faisant partie historiquement du Trégor, Plufur est une commune située entre Morlaix et Guingamp au sud-ouest de Lannion et à quelque distance au sud de la Lieue de Grève, son territoire est précisément délimité par le Yar à l'ouest et le Dour Elego à l'est, jusqu'à leur confluence à la limite nord de la commune. Au sud, la commune s'étend jusqu'à la ligne de chemin de fer Paris-Brest  et le quartier de la Gare, situé pour partie à la limite sud de la commune, à proximité de la gare de Plounérin, où seuls des TER s'arrêtent. Plufur n'est desservie que par des routes départementales et communales ; toutefois la voie rapide RN 12 passe plus au sud et est accessible via les échangeurs de Plouégat-Moysan (en direction de Brest) et de Plounérin (en direction de Saint-Brieuc, Rennes et Paris).
Les altitudes vont de 178 mètres pour le point le plus élevé, situé à l'est du hameau de Manac'hti dans la partie sud de la commune, et s'abaissent progressivement vers le nord, le point le plus bas (31 mètres) étant situé à la confluence des deux cours d'eau précités. Le bourg, en position relativement centrale au sein du finage communal, est vers 130 mètres d'altitude.
Le paysage rural traditionnel est celui du bocage avec un habitat dispersé formé de hameaux et fermes isolées.

### Communes limitrophes
| Plestin-les-Grèves | Tréduder  | Lanvellec |
| Trémel             | Plufur    | Lanvellec |
| Trémel             | Plounérin | Plounérin |

### Hydrographie
Pour un article plus général, voir Réseau hydrographique des Côtes-d'Armor.
La commune est située dans le bassin Loire-Bretagne. Elle est drainée par le Yar et le Dour Elego,,.
Le Yar, d'une longueur de 20 km, prend sa source dans la commune de Guerlesquin et se jette  dans la baie de Lannion à Plestin-les-Grèves, après avoir traversé six communes.  Les caractéristiques hydrologiques du Yar sont données par la station hydrologique située sur la commune de Tréduder. Le débit moyen mensuel est de 0,819 m3/s. Le débit moyen journalier maximum est de 8,92 m3/s, atteint lors de la crue du 26 janvier 1995. Le débit instantané maximal est quant à lui de 12,9 m3/s, atteint le 9 février 2001.

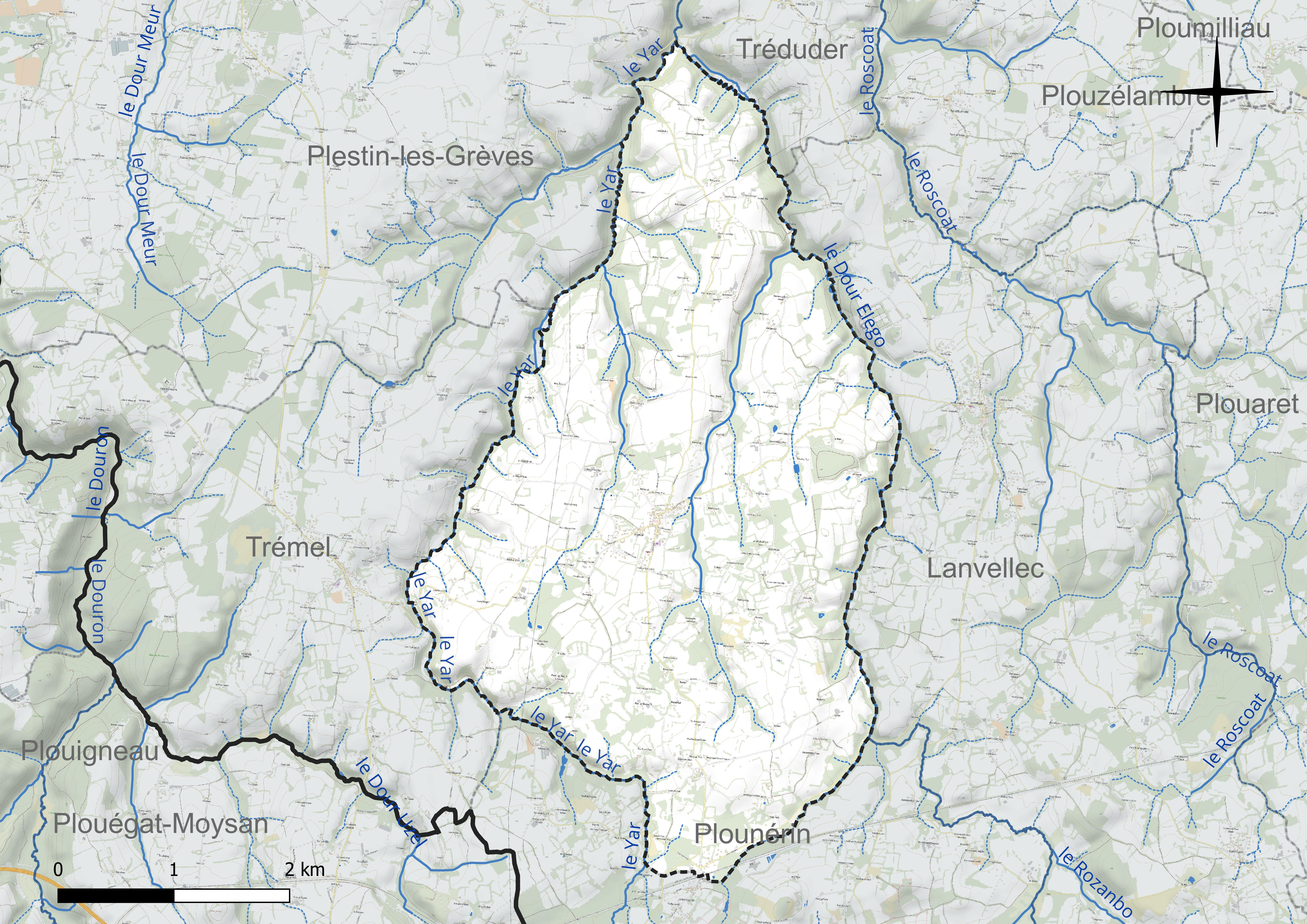
Réseau hydrographique de Plufur.

### Climat
Pour des articles plus généraux, voir Climat de la Bretagne et Climat des Côtes-d'Armor.
En 2010, le climat de la commune est de type climat océanique franc, selon une étude du Centre national de la recherche scientifique s'appuyant sur une série de données couvrant la période 1971-2000. En 2020, Météo-France publie une typologie des climats de la France métropolitaine dans laquelle la commune est exposée à un climat océanique et est dans la région climatique Finistère nord, caractérisée par une pluviométrie élevée, des températures douces en hiver (6 °C), fraîches en été et des vents forts. Parallèlement l'observatoire de l'environnement en Bretagne publie en 2020 un zonage climatique de la région Bretagne, s'appuyant sur des données de Météo-France de 2009. La commune est, selon ce zonage, dans la zone « Intérieur », exposée à un climat médian, à dominante océanique.  
Pour la période 1971-2000, la température annuelle moyenne est de 10,8 °C, avec  une amplitude thermique annuelle de 10,4 °C. Le cumul annuel moyen de précipitations est de 1 039 mm, avec 15,1 jours de précipitations en janvier et 8,4 jours en juillet. Pour la période 1991-2020, la température moyenne annuelle observée sur la station météorologique la plus proche, située sur la commune de Lannion à 16 km à vol d'oiseau, est de 11,6 °C et le cumul annuel moyen de précipitations est de 929,5 mm,. Pour l'avenir, les paramètres climatiques de la commune estimés pour 2050 selon différents scénarios d'émission de gaz à effet de serre sont consultables sur un site dédié publié par Météo-France en novembre 2022.

## Urbanisme

### Typologie
Au 1er janvier 2024, Plufur est catégorisée commune rurale à habitat très dispersé, selon la nouvelle grille communale de densité à 7 niveaux définie par l'Insee en 2022.
Elle est située hors unité urbaine et hors attraction des villes,.

### Occupation des sols
L'occupation des sols de la commune, telle qu'elle ressort de la base de données européenne d’occupation biophysique des sols Corine Land Cover (CLC), est marquée par l'importance des territoires agricoles (79,2 % en 2018), une proportion sensiblement équivalente à celle de 1990 (79,7 %). La répartition détaillée en 2018 est la suivante : 
zones agricoles hétérogènes (59,9 %), terres arables (19,3 %), forêts (18,3 %), zones urbanisées (2,6 %). L'évolution de l’occupation des sols de la commune et de ses infrastructures peut être observée sur les différentes représentations cartographiques du territoire : la carte de Cassini (XVIIIe siècle), la carte d'état-major (1820-1866) et les cartes ou photos aériennes de l'IGN pour la période actuelle (1950 à aujourd'hui).

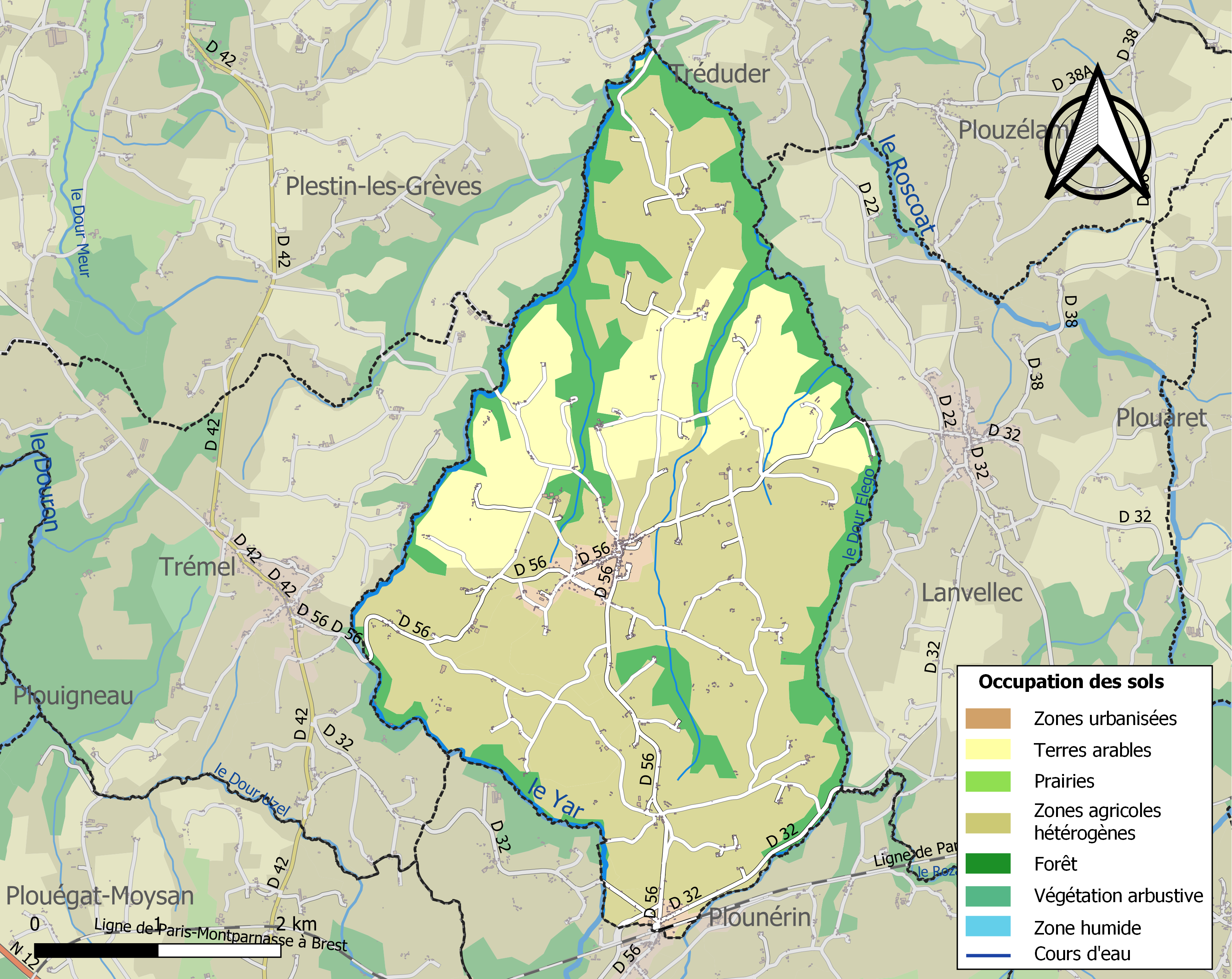
Carte des infrastructures et de l'occupation des sols de la commune en 2018 (CLC).

## Toponymie
Le nom de la localité est attesté sous les formes Plefor vers 1330, Ploefur fin XIVe siècle, en 1426, 1444, 1461 et en 1596, Pluffur en 1657.
Plufur est pour ple ou plou et Fur, « paroisse du Sage » ou tire son nom d'une altération phonétique de saint Florent. Le choix de saint Florent comme saint patron est surprenant (seule par ailleurs en Bretagne l'église de Lambézellec lui était dédiée) : il s'agissait probablement à l'origine d'un saint breton désormais inconnu, à moins que l'origine soit toute autre, par exemple le souvenir d'un habitant britto-romain dénommé « Forus » ou une déformation du mot latin forum (place publique, marché), car des traces d'une implantation gallo-romaine à Plufur existent.

## Histoire

### Préhistoire et Antiquité
Un tumulus de plus de 15 mètres de haut et 82 mètres de circonférence à sa base, se trouve à Gwern-an-C'Hastel ; des restes d'un fossé en terre, d'une quinzaine de mètres de longueur, subsistent à son ouest. Un menhir brisé subsistait à Lestéo en 1883 (près de celui-ci trois autres menhirs avaient déjà disparu à cette date, dont un servit de carrière de pierre en 1855). Deux cromlechs étaient également signalés à cette époque, dont un à Kerprigent.
Des petits bronzes datant de l'époque romaine ont été trouvés en 1836 à Keranroux.

### Moyen Âge
Plufur faisait partie du pagus Castelli, devenu au XVIe siècle l'archidiaconé de Plougastel ou Poucastel, dont le chef-lieu était peut-être au lieu-dit "Le Castel", situé dans la commune de Plufur.
Le prieuré de Manac'hty était une dépendance de l'abbaye du Relec ; les moines y possédaient des quévaises ; un logis prieural entouré d'une enceinte fortifiée figurait encore sur le cadastre de 1848, ainsi que des dépendances (moulin à eau, chaussée-digue et étang.
L'église paroissiale actuelle, qui date de 1764, paraît avoir été en partie reconstruite avec des matériaux de l'ancienne église, qui aurait daté du XIVe siècle.

### Époque moderne
Le château du Plessis-Quinquis, une châtellenie qui disposait du droit de haute (avec patibulaires à quatre piliers), moyenne et basse justice, appartint au XIVe siècle à la famille Tournemine (aussi barons de La Hunaudaye). Le château fut occupé pendant les guerres de la Ligue (en 1593, François de Goësbriand, nommé par le duc de Mercœur, était capitaine de la garnison du château, menacé d'être pris par les troupes du brigand ligueur Guy Éder de La Fontenelle) et détruit sans doute à cette époque (en 1661, seuls subsistaient les douves et le pont-levis). Le 11 juillet 1596 un combat près de la chapelle Saint-Adrien oppose les habitants de Plufur à la garnison huguenote du château de Tonquédec, venue les piller.
La seigneurie de Keranroux (les seigneurs de Keranroux avaient droit de prééminence dans l'église de Plufur) s'étendait aussi sur les paroisses de Plestin, Trémel et Plounévez-Moëdec et disposait aussi du droit de haute justice avec patibulaires à quatre piliers dans le bourg de Plufur ; cette seigneurie appartint à la famille Le Long aux XVe siècle et XVIe siècle, puis à partir de 1639 (à la suite du mariage de Marie Le Long avec Jean du Chastel) à la famille du Chastel, puis à celle du Cosquer et enfin à partir de 1699 à la famille Le Peletier de Rosambo.
La seigneurie de Guern-an-C'hastel disposait des droits de moyenne et basse justice et disposait d'un auditoire au bourg de Plufur et fut propriété successivement des familles Le Rouge (au XVe siècle), Tuomelin et Bizien (à la suite du mariage de Renée de Tuomelin avec François Bizien en 1698).
D'autres seigneuries existaient à Plufur : celle de Kerarmoux, qui disposait du droit de haute justice, appartenait en 1695 à M. de Rosambo qui était seigneur de Plufur ; celle de Kerprigent, moyenne justice, qui appartenait à la famille éponyme ; celle de Kergeffroy, qui appartint successivement aux familles Kergeffroy, Saliou et Guillaume.
En 1706 les chapelles du Manac'hty et de Christ étaient en si mauvais état qu'il fallut interdire leur fréquentation.
Jean-Baptiste Ogée décrit ainsi Plufur en 1773 :

« Pluffur ; sur une hauteur, à 7 lieues au sud-ouest de Tréguier, son évêché ; à 34 lieues de Rennes et à 4 lieues de Lannion, sa subdélégation et son ressort. On y compte 1 000 communiants. La cure est à l'alternative ; Kermaroux [en fait Kerarmoux], haute justice, à M. Le Président Le Pelletier ; Plessis-Eon et Kerprigent, moyenne justice, à M. du Plessis-Quelen ; Guernan-Hastel [Guer-an-C'hastel], moyenne et basse justice, à N.. Le territoire, coupé de ruisseaux, et couvert d'arbres et de buissons, produit du grain, du foin, du lin et du cidre. On connaît dans cette paroisse les maisons nobles de Rosambault, Kervidonné et Keranroux ; cette dernière passa, dès l'an 1630, à la famille Duchâtel-Coëtangars. »

L'église paroissiale Saint-Florent fut reconstruite entre 1772 et 1776 par l'architecte Félix Anfray, probablement avec l'aide de la famille Le Peletier de Rosambo

### Révolution française
Charles-Marie Fercocq, originaire de Plougonver, recteur de Plufur, prêtre réfractaire fut déporté sur les pontons de Rochefort à bord des Deux-Associés, une prison flottante ; atteint d'une maladie contagieuse, il mourut, âgé de 39 ans, le 6 septembre 1794 à l'Île Madame. Jean-Marie Ménou lui succéda et fut recteur de Plufur jusqu'en 1810. Jean-Marie Ménou, originaire de Plestin, lui succéda et fut recteur de Plufur jusqu'en 1810.

### LeXIXesiècle
En 1816, selon le cadastre napoléonien, le bourg ne compte qu'une trentaine de bâtiments, établis de manière lâche autour du placître ; le développement du bourg survint dans la seconde moitié du XIXe siècle et au début du XXe siècle avec l'installation d'activités commerciales et artisanales.
A. Marteville et P. Varin, continuateurs d'Ogée, décrivent ainsi Plufur en 1853 :

« Plufur ; commune formée par l'ancienne paroisse du même nom, aujourd'hui succursale. (...) Principaux villages : Kerdaret, Kergren-Quérec, Kerviniou, Kerlaéron, Keranrous, Lesclec'h, Kerabalan, Keraprovost, Kervubu, Luzunevez, le Merdi, le Bodo, Fifac'h, Kerizelo, Kerbascoen, Kerhuel, Kerarmoal, Keramono, Kerizelan, le Christ, Mazac'thy, Run-ar-Manac'h-Bras, Faur-Bras, Pen-ar-Voen, Pors-Lago, Poul-an-Vran. Superficie totale : 1 737 ha, dont (...) terres labourables 1 073 ha, prés et pâtures 152 ha, bois 144 ha, vergers et jardins 9 ha, landes et incultes 208 ha (...). Moulins : 7 (Milin ar Lan, Lesclec'h, Ar-C'hastel, Ar-Manac'h, Kerprigent, Ar-Pont, à eau). On voit en Plufur les ruines de l'ancien château du Plessix. (...). Il y a foire le 23 juillet. Géologie : constitution granitique ; micaschiste dans le nord-ouest. Il y a, dans les parties limitrophes de Plestin, un gisement de carbure de fer. Ce minerai était vulgairement nommé plombagine, ce qui fait dire  [à tort] à Ogée qu'il y avait en cette localité une mine de plomb. On parle le breton. »

Un décret impérial en date du 23 juillet 1859 autorise la création d'un établissement tenu par les Filles du Saint-Esprit dans la commune de Plufur, à la suite de donations faites par deux personnes de la commune, Jeanne-Louise Quesseveur (sous condition d'instruire les enfants et soigner les malades indigents de la commune) et Marie-Anne Geffroy. En 1862, l'école des garçons compte 48 élèves, celle des filles 60 élèves.
En 1874 une pétition signée par des habitants de Trémel, Plestin et Plufur demande à l'Assemblée nationale de mette fin au régime provisoire des débuts de la Troisième République et de rétablir la monarchie légitime.

### LeXXesiècle

#### La Belle Époque
En mai 1908, malgré trois tours de scrutin, personne dans un premier temps ne voulut accepter les fonctions de maire.
Un décret publié le 12 novembre 1909 attribue à la commune de Plufur tous les biens ayant appartenu à la fabrique de Plufur et qui avaient été placés sous séquestre.
Une mission se déroula à Plufur en 1910 :

« La paroisse de Plufur a eu le plus grand bienfait d'une mission de huit jours donnée par MM. Ferlicot, Henry et Tugdual, missionnaires à Saint-Brieuc. Il était vraiment édifiant et doux au cœur de voir l'entrain des divers exercices de la retraite, la vieille église se remplissant de fidèles dès le début des cérémonies, les paroissiens affrontant mauvais temps, glace, tempête, pour venir dès l'aurore entendre avidement la parole de Dieu et assiéger les confessionnaux. Les physionomies respiraient le recueillement, la prière fusait du cœur, les chants montant vers le ciel, la grâce de Dieu pénétrait visiblement les consciences ...bien des larmes furtives ont coulé. »

Un arrêté du préfet des Côtes-du-Nord, en vertu de la Loi sur les congrégations, laïcise l'école des filles de Plufur, qui était tenue jusque-là par la congrégation des Filles du Saint-Esprit, en juillet 1912.

#### La Première Guerre mondiale
Le monument aux morts de Plufur porte les noms de 84 soldats morts pour la France pendant la Première Guerre mondiale ; parmi eux 7 au moins sont morts en Belgique (dont trois à Maissin et deux à Langemark dès 1914) ; un (Marcel Kerharo) est mort en 1917 en Serbie dans le cadre de l'expédition de Salonique ; la plupart des autres sont décédés sur le sol français dont Guillaume Le Bivic, François Le Gall, Jean Meuric et François Prat, tous quatre décorés de la Médaille militaire et de la Croix de guerre, Pierre Hamon et Jean Scolan décorés de la Croix de guerre (de même que Marcel Kerharo).

#### L'Entre-deux-guerres
La Croix de mission dite du Saint-Sacrement date de 1928, année où une mission fut organisée à Plufur.

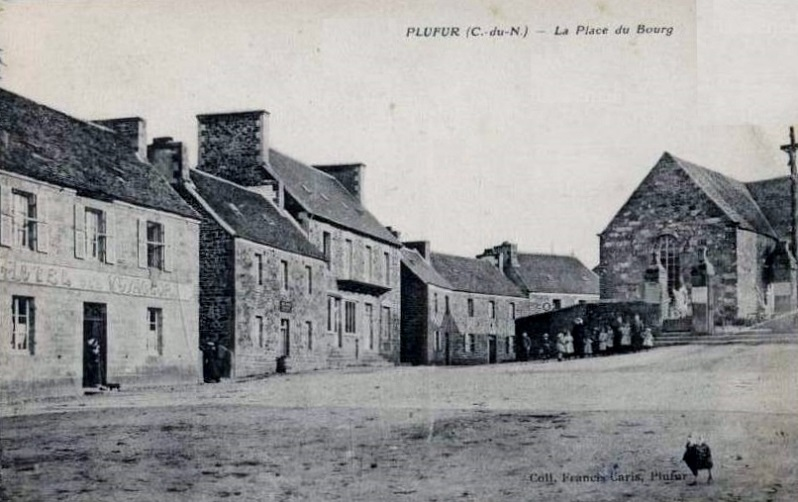
La place du bourg de Plufur vers 1920.

#### La Seconde Guerre mondiale
Le monument aux morts de Plufur porte les noms de 5 personnes mortes pour la France pendant la Seconde Guerre mondiale dont Pierre Le Bastard, matelot à bord du Bretagne, mort dans le naufrage de son bateau lors de l'attaque de Mers el-Kébir le 3 juillet 1940.

#### La guerre d'Indochine
Pierre Ricou, canonnier au 10e régiment d'artillerie coloniale, est mort en captivité le 8 mai 1954 à la suite de la bataille de Diên Biên Phu pendant la guerre d'Indochine.

### LeXXIesiècle
Le dernier café-alimentation ayant fermé en 2009, la commune a pris l'initiative de transformer l'ancienne école en commerce tenu en location-gérance, repris par un nouveau commerçant qui tient un commerce multi-services en 2015.

## Héraldique
| Blason de Plufur | Blason  | De gueules aux trois quintefeuilles d'argent, à la bordure nébulée du même. |
| Blason de Plufur | Détails | Le statut officiel du blason reste à déterminer.                            |

## Politique et administration
| Période                                  | Période          | Identité                  | Étiquette | Qualité |
| ---------------------------------------- | ---------------- | ------------------------- | --------- | --- |
| 1790                                     |                  | Ansquer                   |           | |
|                                          |                  | Le Gars                   |           | |
| 1800                                     | 1815             | Jean Marie Georges Vizien |           | Notaire public.                                                                                               |
| 1815                                     |                  | François Geffroy          |           | |
|                                          |                  | Quesseveur                |           | |
|                                          |                  | Jean-Marie Meuric         |           | |
| avant 1835                               | après 1838       | Jean-Marie Quesseveur.    |           | Conseiller d'arrondissement.                                                                                  |
|                                          |                  | Jean Meuric               |           | |
| 1878                                     | 1887             | Rolland Le Bot            |           | Cultivateur propriétaire. Deux mandats successifs de maire.                                                   |
| 1887                                     | 1895             | Yves Geffroy              |           | Propriétaire cultivateur. Trois mandats successifs de maire.                                                  |
| 17 février 1895                          | 22 décembre 1895 | Yves Scolan               |           | |
| 22 décembre 1895                         | 26 janvier 1896  | Louis Allain              |           | Carrier. |
| 1896                                     | 1896             | Yves Thos                 |           | Cultivateur propriétaire.                                                                                     |
| 1896                                     | 1900             | Jean-Marie Le Bot         |           | Propriétaire cultivateur et négocant. Fils de Rolland Le Bot, maire entre 1878 et 1887                        |
| 1900                                     | 1905             | François-Marie Le Bot     |           | Propriétaire cultivateur. Fils de Rolland Le Bot, maire entre 1878 et 1887. Deux mandats successifs de maire. |
| 1905                                     | 1906             | François Le Bot           |           | |
| 1906                                     | 1908             | François-Marie Geffroy    |           | |
| 1908                                     | 1919             | Jean-Marie Meuric         |           | Propriétaire cultivateur. Deux mandats successifs de maire.                                                   |
| 1919                                     | 1929             | François-Marie Geffroy    |           | Déjà maire entre 1906 et 1908.                                                                                |
| 1929                                     | 1945             | Lucien Meuric             |           | Propriétaire cultivateur. Deux mandats successifs de maire.                                                   |
| 26 janvier 1945                          | 18 mai 1945      | Eugène Kerharo            |           | |
| 1945                                     | 1959             | Yves-Marie Disez          |           | Deux mandats successifs de maire.                                                                             |
| 1959                                     | 1965             | Louis Roche               | PCF       | Cultivateur. Accordéoniste.                                                                                   |
| 1965                                     | 1985             | Jean Le Bras              | PCF       | Instituteur Trois mandats successifs de maire.                                                                |
| 03 janvier 1985                          | 23 juin 1995     | Alexis Cojean             | PCF       | Deux mandats successifs de maire.                                                                             |
| 23 juin 1995                             | en cours         | Hervé Guelou              | DVD       | Agriculteur. Conseiller régional. Quatre mandats successifs de maire.                                         |
| Les données manquantes sont à compléter. |                  |                           |           | |

## Démographie
L'évolution du nombre d'habitants est connue à travers les recensements de la population effectués dans la commune depuis 1793. Pour les communes de moins de 10 000 habitants, une enquête de recensement portant sur toute la population est réalisée tous les cinq ans, les populations de référence des années intermédiaires étant quant à elles estimées par interpolation ou extrapolation. Pour la commune, le premier recensement exhaustif entrant dans le cadre du nouveau dispositif a été réalisé en 2006.

En 2022, la commune comptait 533 habitants, en évolution de −0,93 % par rapport à 2016 (Côtes-d'Armor : +1,78 %, France hors Mayotte : +2,11 %).
| 1793  | 1800  | 1806  | 1821  | 1831  | 1836  | 1841  | 1846  | 1851  |
| ----- | ----- | ----- | ----- | ----- | ----- | ----- | ----- | ----- |
| 1 241 | 1 215 | 1 242 | 1 236 | 1 513 | 1 554 | 1 573 | 1 604 | 1 579 |

| 1856  | 1861  | 1866  | 1872  | 1876  | 1881  | 1886  | 1891  | 1896  |
| ----- | ----- | ----- | ----- | ----- | ----- | ----- | ----- | ----- |
| 1 640 | 1 688 | 1 779 | 1 675 | 1 714 | 1 625 | 1 651 | 1 480 | 1 540 |

| 1901  | 1906  | 1911  | 1921  | 1926  | 1931  | 1936  | 1946 | 1954 |
| ----- | ----- | ----- | ----- | ----- | ----- | ----- | ---- | ---- |
| 1 575 | 1 523 | 1 434 | 1 332 | 1 213 | 1 122 | 1 073 | 934  | 850  |

| 1962 | 1968 | 1975 | 1982 | 1990 | 1999 | 2006 | 2011 | 2016 |
| ---- | ---- | ---- | ---- | ---- | ---- | ---- | ---- | ---- |
| 744  | 643  | 562  | 534  | 520  | 518  | 540  | 563  | 538  |

| 2021 | 2022 | - | - | - | - | - | - | - |
| ---- | ---- | - | - | - | - | - | - | - |
| 533  | 533  | - | - | - | - | - | - | - |

## Langue bretonne
- L'adhésion à la charte Ya d'ar brezhoneg a été votée par le Conseil municipal le 20 mai 2019.

## Lieux et monuments
- Église Saint-Florent, XVIIIe siècle, inscrite en 1985 au titre des monuments historiques[45] ; voir aussi : Vierge à l'Enfant de Plufur.
- Chapelle Saint-Nicolas, XVe siècle, classée en 1911 au titre des monuments historiques[46],[47].
- Chapelle Saint-Yves, restaurée en 1912[24].

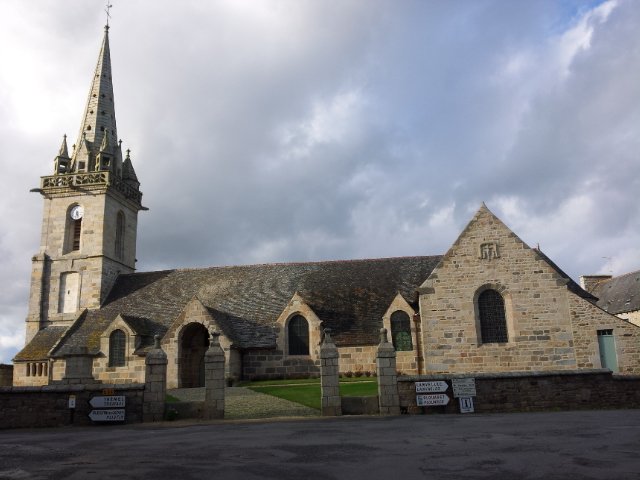
L'église Saint-Florent, vue d'ensemble.
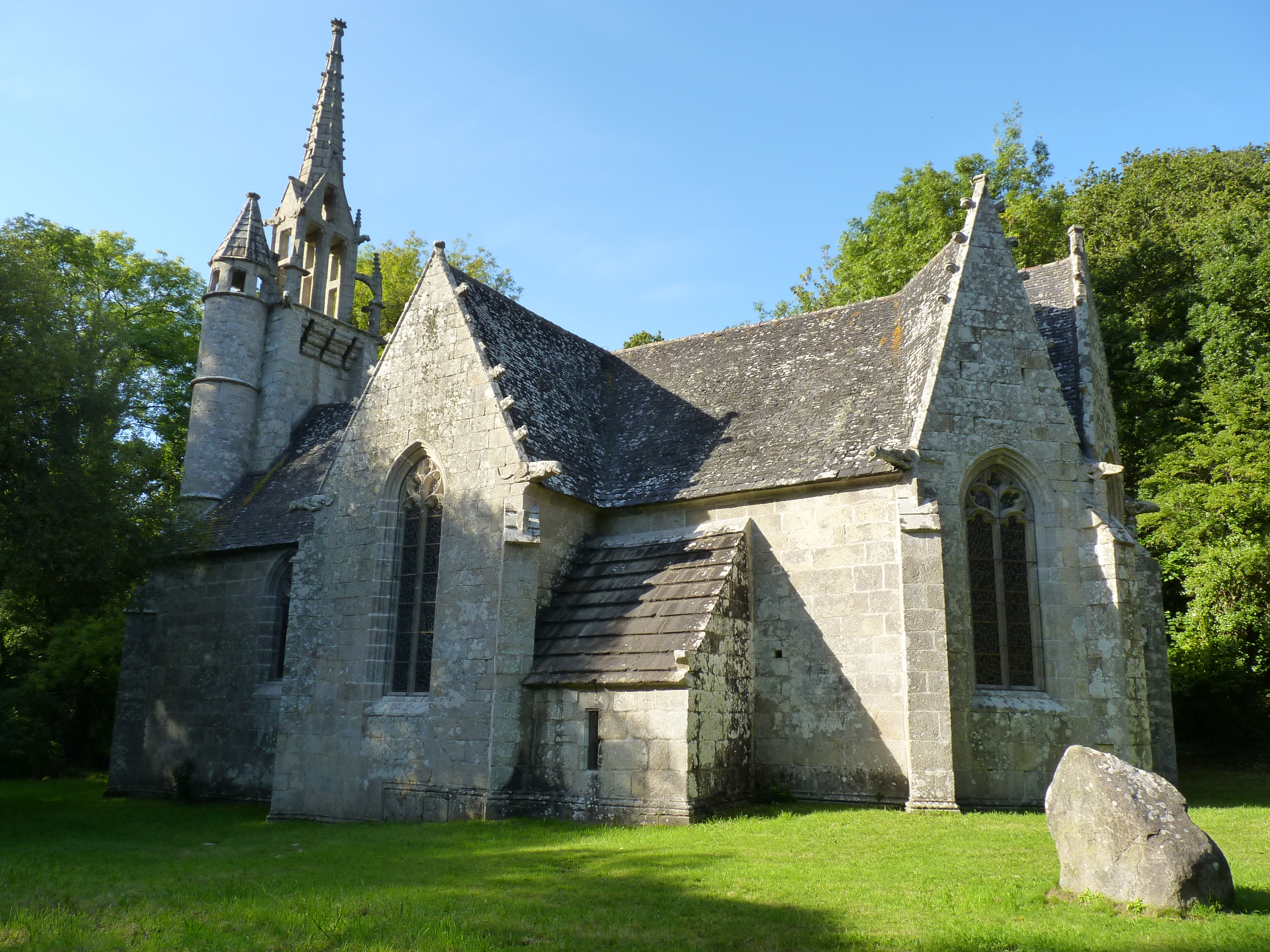
La chapelle Saint-Nicolas, vue d'ensemble.
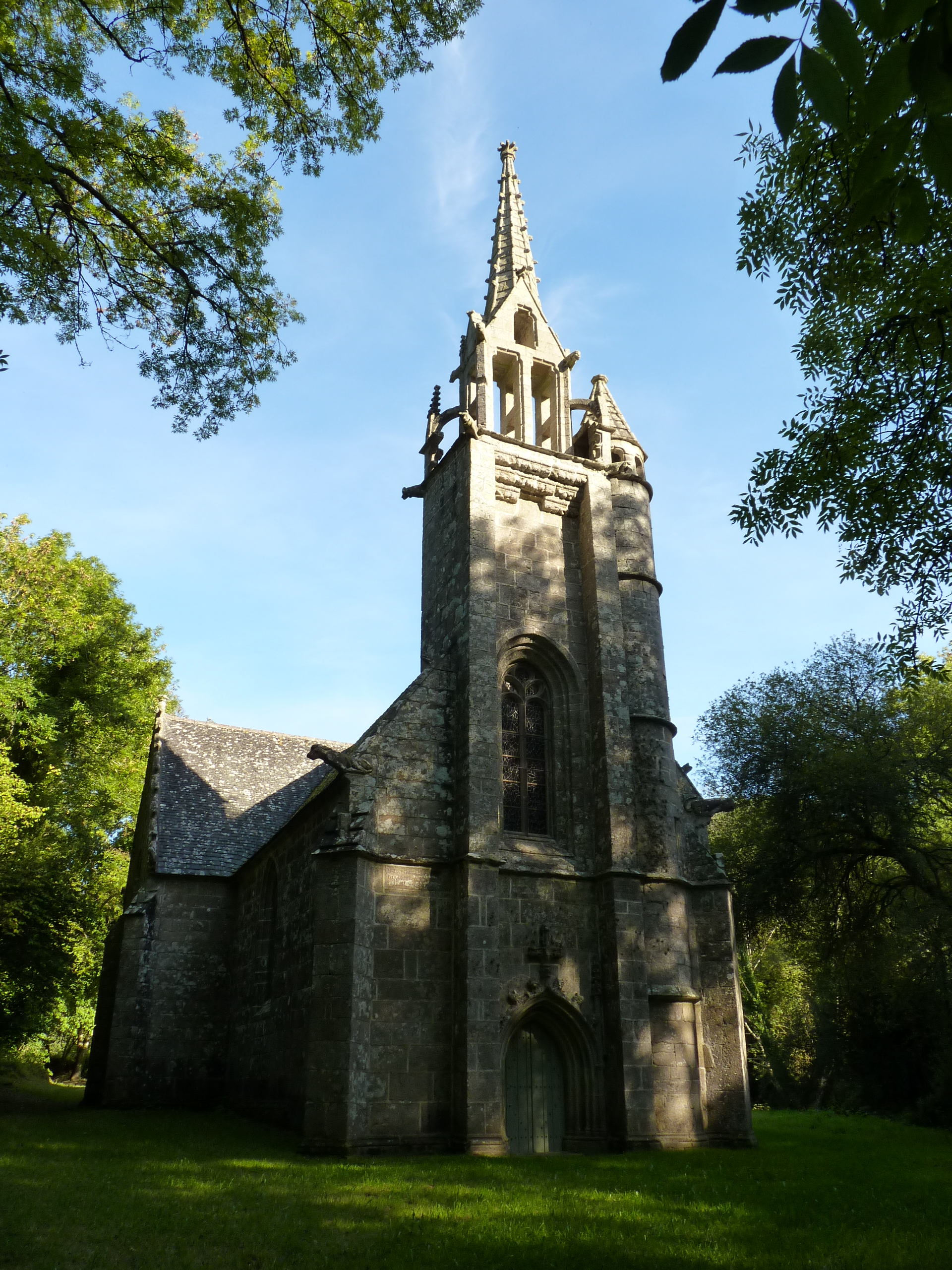
La chapelle Saint-Nicolas, façade.
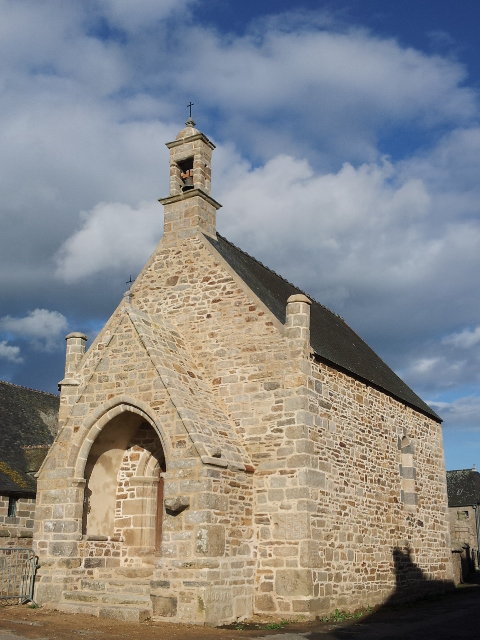
La chapelle Saint-Yves.

## Personnalités liées à la commune
- Marcel Hamon (1908-1994), résistant, conseiller général et député, est né à Plufur[48].
- Jean-Pierre Le Dantec (né le 14 mars 1943 à Plufur), écrivain[49].
- Yvonne Le Fustec (née en 1906, Convenant Lan à Flufur, décédée en 2003), femme de lettres, poétesse[50].

## Pour approfondir